# Lares (Porto Rico)
La municipalité de Lares, sur l'île de Porto Rico (Code International : PR.LR) couvre une superficie de 161 km² et regroupe 28 105 habitants en 2020.

## Personnalité lié à la communauté
- Lolita Lebrón (1919-2009), personnalité politique portoricaine.